# Світові легкоатлетичні естафети 2024
Світові легкоатлетичні естафети 2024 були проведені 4-5 травня в Нассау на стадіоні імені Томаса Робінсона.
Рішення про надання Нассау права проводити змагання було оприлюднено Світовою легкою атлетикою наприкінці листопада 2022.
Багамська столиця вчетверте в історії — після 2014, 2015 та 2017 — приймала ці змагання.
У квітні 2023 були оприлюднені умови допуску естафетних команд до участі у змаганнях.
Змагання стали основним відбірковим стартом для визначення команд-учасниць в естафетних дисциплінах на Олімпіаді-2024.
За регламентом змагань, першого дня змагань, дві найкращі команди у попередньому раунді кожного забігу (1) отримували для своєї країни право бути представленою у відповідній дисципліні на Олімпіаді-2024 та (2) виходили до фінального забігу Світових естафет. Всі інші команди не потрапляли до фіналів Світових естафет, але мали змогу взяти участь у додатковому попередньому раунді забігів, в кожному з яких перші двоє також отримували олімпійську ліцензію у відповідних дисциплінах.

## Призери

### Чоловіки
| Дисципліна   | Золото                                                                                  | Золото     | Срібло                                                                         | Срібло   | Бронза                                                             | Бронза  |
| ------------ | --------------------------------------------------------------------------------------- | ---------- | ------------------------------------------------------------------------------ | -------- | ------------------------------------------------------------------ | ------- |
| 4×100 метрів | СШАКортні Ліндсі Кеннет Беднарек Кайрі Кінг Ноа Лайлс                                   | 37,40 WL   | КанадаБрендон Родні Андре де Грассе Аарон Браун Джером Блейк                   | 37,89 SB | ФранціяМеба Мікаель Зезе Жефф Ер'юс Пабло Матео Аймерік Пріам      | 38,44   |
| 4×400 метрів | БотсванаБусанг Кебінатшипі Леціле Тебого Леунго Скотч Баяпо Ндорі Айзек Маквала (забіг) | 2.59,11 WL | ПАРГардео Ісакс Закіті Нене Антоні Нортьє Літе Піллай Вайде ван Нікерк (забіг) | 3.00,75  | БельгіяДілан Борле Робін Вандербемден Александер Дом Йонатан Сакор | 3.01,16 |

### Жінки
| Дисципліна   | Золото                                                                        | Золото     | Срібло | Срібло     | Бронза | Бронза     |
| ------------ | ----------------------------------------------------------------------------- | ---------- | --- | ---------- | --- | ---------- |
| 4×100 метрів | СШАТамарі Девіс Габрієль Томас Селера Барнс Мелісса Джефферсон                | 41,85 CR   | ФранціяХлое Гале Жеміма Жозеф Елен Парізо Маллорі Леконт Орлан Ольєр (забіг)                                                             | 42,75 SB   | Велика БританіяЕлісон Белл Емі Гант Б'янка Вільямс Алія Сіббонс Аша Філіп (забіг) Імані Лансіквот (забіг) | 42,80      |
| 4×400 метрів | СШАКванера Гейз Габрієль Томас Бейлі Лір Алексіс Голмс Нааша Робінсон (забіг) | 3.21,70 WL | ПольщаМаріка Попович-Драпала Іга Баумгарт-Вітан Юстина Швенти-Ерсетиць Наталя Качмарек Кінга Гацька (забіг) Аліцья Врона-Кутжепа (забіг) | 3.24,71 SB | КанадаЗої Шерар Аянна Стіверн Алісса Марш Кайра Константайн                                               | 3.25,17 SB |

### Змішана естафета
| Дисципліна   | Золото                                                                              | Золото     | Срібло                                                      | Срібло     | Бронза                                                       | Бронза     |
| ------------ | ----------------------------------------------------------------------------------- | ---------- | ----------------------------------------------------------- | ---------- | ------------------------------------------------------------ | ---------- |
| 4×400 метрів | СШАМетью Болінг Лінна Ірбі-Джексон Веллінгтон Райт Кендалл Елліс Раян Віллі (забіг) | 3.10,73 CR | НідерландиІсая Бурс Ліке Клавер Ісая Клейн Іккінк Фемке Бол | 3.11,45 SB | ІрландіяСіллін Грін Расідат Аделеке Томас Барр Шарлін Модслі | 3.11,53 NR |

## Медальний залік
| Місце                | Країна               | Золото | Срібло | Бронза | Загалом |
| -------------------- | -------------------- | ------ | ------ | ------ | ------- |
| 1                    | США                  | 4      | 0      | 0      | 4       |
| 2                    | Ботсвана             | 1      | 0      | 0      | 1       |
| 3                    | Канада               | 0      | 1      | 1      | 2       |
| 3                    | Франція              | 0      | 1      | 1      | 2       |
| 5                    | Нідерланди           | 0      | 1      | 0      | 1       |
| 5                    | ПАР                  | 0      | 1      | 0      | 1       |
| 5                    | Польща               | 0      | 1      | 0      | 1       |
| 8                    | Ірландія             | 0      | 0      | 1      | 1       |
| 8                    | Бельгія              | 0      | 0      | 1      | 1       |
| 8                    | Велика Британія      | 0      | 0      | 1      | 1       |
| Загалом (10 збірних) | Загалом (10 збірних) | 5      | 5      | 5      | 15      |

## Відео
- Плейліст відео змагань на YouTube-каналі Світової легкої атлетики

## Україна на змаганнях
Україна на змаганнях була представлена у жіночій та змішаній естафетах 4×400 метрів.
Змішана естафетна збірна у складі Анни Рижикової, Данила Даниленка, Олександра Погорілка та Тетяни Мельник у першому забігу була третьою з результатом 3.15,70 та не змогла потрапити до фіналу. Натомість, у додатковому попередньому забігу цей квартет з часом 3.14,49 був другим, завдяки чому виборов олімпійську ліцензію для України в цій дисципліні.
Жіноча естафетна четвірка у складі Катерини Карпюк, Тетяни Харащук, Вікторії Ткачук і Мар'яни Шостак у першому попередньому забігу фінішувала четвертою з часом 3.32,71, а у другому попередньому забігу була лише п'ятою з часом 3.33,43.